# Athea
Athea (en gaélico irlandés: Áth an tSléibhe) es una aldea en el oeste del Condado de Limerick, situada cerca de Newcastle West en el medio oeste de Irlanda. El asentamiento floreció después de que una carretera fuese construida desde Abbeyfeale hacia Glin en la década de 1830, lo que favoreció a Athea por estar en el cruce con las carreteras que van desde Listowel hacia Limerick. Athea tiene una iglesia, y el pueblo es el centro de la Parroquia católica de Athea, que abarca varios aldeas más.
Conn Colbert, fue el hombre más joven en ser ejecutado por los británicos después del Alzamiento de Pascua en 1916, y nació en la parroquia de Athea en 1888.
El folclorista e historiador Kevin Danaher nació y fue criado a una milla del pueblo. Hubo también un gran número de otros famosos de Athea, incluyendo a los hermanos Ahern de fama olímpica, David Quaid que sirvió en los Royal Munster Fusiliers en el período de 1897-1909 y luchó en las batallas de Belmont, The Modder River y The Relief Of Ladysmith durante la segunda guerra bóer en Sudáfrica en 1899-1902, y luego sirvió en su regimiento en la India bajo Lord Kitchener. David Quaid está enterrado en la "Old Graveyard" en Templeathea.
En 2007, Lisa Murtagh, cuya madre es originaria de Athea, fue coronada como la 48va Rose of Tralee.

## Geografía

### Topografía
Athea está edificada sobre el río Galey y el cruce entre las carreteras regionales R523 (Reens - Listowel) y R524 (Glin - Abbeyfeale). Está a unas millas al oeste de la frontera entre Limerick y Kerry, en las colinas del oeste de Limerick y es uno de los asentamientos más elevados del condado. Su punto más alto está en el pueblo de Tankana, desde donde pueden ser vistos los pueblos y condados circundantes.

### Río Galey
El Galey (localmente conocido como "Gale") es un tributario del más grande río Feale. El nombre deriva del gaélico "Abhainn na Gáile", Río de los Gaille, una tribu que vivió en sus orillas. En épocas de fuerte lluvia, especialmente en invierno, el río causa inundiaciones que pueden durar días. Hay dos puentes a lo largo del río, el primero cerca de la intersección entre la R523 y R524 y el "Puente Barry", a unos 2,5 km al oeste de la aldea.

### Clima
Debido a su localización en el sudoeste de Irlanda, Athea está fuertemente influenciada por la corriente del Atlántico Norte. Tiene un clima templado, la máxima diaria promedio es 20 °C y la mínima diaria promedio es 4 °C.
Como la mayoría de los lugares en el oeste de Irlanda, Athea ha sufrido severas indundaciones en el verano pasado, ocasionándo serios daños a los residentes, especialmente cerca del río Galey. La Escuela Nacional de Athea también sufrió dañós menores.

## La Aldea
Hay dos calles en Athea, la calle Colbert (la calle principal) y la calle Dalton (previamente calle Barrack). La Parroquia de Athea es la más grande en el Condado de Limerick, superando incluso a la Ciudad de Limerick en tamaño. La Iglesia de St. Bartholomew está situada en la calle Colbert y la aldea tiene dos cementerios, Holy Cross en las afueras de la aldea y la "Old Graveyard" en Templeathea a sólo una milla de distancia. La aldea ha padecido mucho económicamente en los últimos años. Los cierres de negocios, están lentamente deteriorando la posición social que tuvo alguna vez el pueblo . Los pubs, comercios y la estación de servicio son algunos de los establecimientos más afectados.

### Arquitectura
En años recientes la aldea ha hecho significativas mejoras, como la restauración del centro comunitario local (Salón Memorial Con Colbert) y la construcción de un puente peatonal sobre el río Galey.
El Salón Memorial es el lugar de la mayoría de las reuniones, eventos deportivos y otros encuentros, para sus habitantes. En los últimos años ha habido una gran renovación, incluyendo la instalación de un complejo deportivo. El costo de esa renovación rondó el millón de euros y a pesar de las donaciones de caridad, donaciones del gobierno y otros esfuerzos para recaudar fondos, el concejo local aún afronta una deuda masiva.
Un puente peatonal se ha construido recientemente sobre el existente puente de la carretera. Ha sido propuesto durante años por los alumnos de la escuela local quienes cruzaban el transitado puente de la carretera poniendo en peligro su seguridad. Fue abierto en 2005 por Donald Murray, arzobispo de Limerick, quien se lo dedicó al fallecido Papa Juan Pablo II.
La Iglesia de St. Bartholomew es probablemente la pieza central de la arquitectura del pueblo. Está situada sobre la calle principal y fue construida en 1832. Fue renovada en 1862 y 1976/77. La torre de la iglesia puede ver vista por todas las calles de la aldea y dependiendo de la dirección del viento, la campana puede ser escuchada en varios lugares de la parroquia diariamente a las 12:00, 18:00 y en funerales.
La escuela primaria local está en las afueras de la aldea, a lo largo del río Gale. Fue construida en 1921 con una capacidad para 100 estudiantes. Fue renovada y completada en noviembre de 2008.
La cremería al principio de la calle fue el centro de los agronegocios durante varias décadas antes de que la caída de esa industria llevara a su cierre a fines de la década de 1990. Todavía puede ser vista en su condición original.
En la carretera en un cruce en Y está el Bowme's Shop que fue la residencia del propietario local. Se dice que construyó su casa en el comienzo de la calle para poder ver la aldea cuando quisiera.

### Pueblos
La gran parroquia de Athea está dividida en 25 pueblos:
Athea Lower Áth an tSléibhe Íochtair - el fuerte de la montaña
Athea Upper Áth an tSléibhe Uachtar - el fuerte de la montaña
Clash North An Chlais - la trinchera
Clash South An Chlais - la trinchera
Coole East An Chúil - la esquina
Coole West An Chúil - la esquina
Cratloe East An Chreatalach - la madera cetrina
Cratloe West An Chreatalach - la madera cetrina
Direen Lower An Doirín - el pequeño bosque
Direen Upper An Doirín - el pequeño bosque
Dromada Drom Fhada - cerro largo
Glashapullagh Glaise an Phollaigh - la corriente del lugar de hoyos
Glenagower Gleann an Ghabhair - la llanura de la cabra
Gortnagross Gort na gCros - el campo de los cruces
Keale North An Caol - el rasgo angosto
Keale South An Caol - el rasgo angosto
Knockdown Cnoc Donn - colina marrón
Knockfinisk Cnoc Finnisce - colina del agua brillante
Knocknagorna Cnoc na gCoirneach - la colina de los clérigos
Parkanna An Pháirc - el campo
Rooskagh Rúscach - lugar pantanoso
Templeathea East Teampaill an tSléibhe - la iglesia de la montaña
Templeathea West Teampaill an tSléibhe - la iglesia de la montaña
Tooradoo Na Tuara Dubha - los cercos de los animales negros
Tooreendonnell Tuairín Dónaill - el pequeño cerco de los animales d Dónaill
Fuente: Diócesis de Limerick

### Parques
La aldea tiene algunas áreas donde la gente puede hacer ejercicios y disfrutar de la belleza del área natural.

#### Parque de Markievicz
Esta es una propiedad de edificios de viviendas en el centro de la aldea de Athea que también contiene un área verde de parque.

#### El Jardín de los Gigantes
Este es un camino desde el centro comunitario hacia el cementerio de Holy Cross en Templeathea. Es llamado así por una leyenda que cuenta la historia de un gigante cargando a su fallecida madre en sus hombros para ser enterrada. El camino está bien conservado, con árboles y flores, complementando el escenario de la vecina colina.

## Cultura y Vida Contemporánea
Athea, como la mayoría de localidades irlandesas, es una comunidad rica en tradiciones de música y de danzas irlandesas. La cultura del pub está muy desarrollada, pues no en vano hay más de doce en la aldea. Al igual que en muchos otros pueblos, Athea ha recibido un influjo de inmigrantes del Reino Unido, Estados Unidos, Polonia y China, cuyas culturas también están presentes.
En la década de 1980 mucha gente de la comarca emigró hacia el Reino Unido, Estados Unidos y Australia. La aldea tiene fuertes vínculos con ciudades como Nueva York y Chicago, así como también con muchas ciudades del Reino Unido. Hoy en día muchos jóvenes de Athea se toman "un año sabático" para vivir y trabajar en el exterior, siendo Australia el país preferido.

### Deportes
Fútbol gaélico y fútbol son los dos deportes más comunes en Athea, con cada uno teniendo su propio complejo deportivo. El baloncesto también es un pasatiempo popular.
El club GAA recientemente restauró su campo de juego y se juegan partidos durante los meses de verano. Es sede del Athea GAA (Áth an tSléible CLG). Los colores del equipo son marrón y blanco, reflejando los colores de la bandera de Athea.
El Athea United Athletic Football Club (Athea Utd. AFC) es el equipo local de fútbol y se mudó a un nuevo campo en 2000. El club recientemente instaló un campo de césped sintético y ha invertido mucho en sus instalaciones. Se dice que es uno de los mejores campos de deportes en el condado. Los colores del equipo son azul y blanco. Los partidos se disputan en los meses de invierno.
Athea Blazers es el nombre del equipo local de baloncesto. El club fue formado hace apenas 3 años y tiene su base en el Salón Memorial Con Colbert. Los colores del equipo son rojo y azul.
La pesca es también popular en el río y en un "lago" artificial en Glashia.

### Medios de comunicación
La aldea fue el lugar de filmación de la secuela local de drama "Hard Times" que lanzó tres videos. Se usaron actores locales y fue un éxito instantáneo entre los residentes locales y pueblos vecinos.
La hoja informativa "Athea & District News" es publicada por la compañía local de impresión Cáirde Dúchas semanalmente. Presenta columnistas locales discutiendo cuestiones que tienen que ver con el estilo de vida que afectan a la gente, así como también temas actuales. También contiene artículos para las ciudades vecinas de Carrigkerry y Abbeyfeale.
El periódico "Weekly Observer" que contiene artículos para pueblos del oeste de Limerick tiene una columna llamada "Athea Notes" que es un periódico muy hogareño en Athea.

## Economía
Athea ya no es el activo lugar de mercado que fuera antes. Varios comercios y pubs han cerrado, mientras cadenas más grandes han abierto en pueblos vecinos, más grandes. Llegó a haber tres estaciones de servicio en la aldea; ahora no hay ninguna. Aunque ha habido cierres en Athea, hay más gente que se ha mudado a la zonz y la aldea continúa creciendo con edificaciones de casas de viviendas que están siendo construidas en las afueras.

## Ley y Gobierno
Mientras la aldea es gobernada por el estado y el Concejo del Condado local, la iglesia aún tiene una gran influencia en el área, con mucha financiación para proyectos locales, que son propuestos por la iglesia.
La aldea tiene una estación Garda y es custodiada por un Garda de tiempo completo.
En época de elecciones, la escuela es usada para las votaciones.

## Infraestructura

### Educación
Hay una escuela primaria - Escuela Nacional de Athea (Athea NS) - que fue construida en 1921. Antes de eso existía una pequeña escuela que estaba situada en el centro de la aldea. La Iglesia local tiene una gran influencia en el manejo de la escuela y el Concejo de Dirección está presidido por un cura local.
Aunque no hay escuela secundaria en Athea, el transporte en autobús permite trasladar alumnos hacia las escuelas secundarias de Abbeyfeale y Tarber.
Las universidades más populares para los estudiantes de Athea incluyen a la Universidad de Limerick y la University College Cork.

### Salud
La aldea tiene dos clínicas médicas. El Centro Médico Westbury está situado justo fuera del pueblo en la R523 hacia Listowel. Una clínica más pequeña está en la calle Dalton y es dirigida por el Consejo de Salud Mid Western. Cuando las clínicas locales están cerradas, existe un servicio de 24 horas sirviendo para todo el oeste de Limerick - ShannonDoc - y cuyo médico viene a los domicilios, en casos de emergencia.

### Transporte
No hay un servicio real de transporte público ofrecido a los habitantes, aparte de la ruta semanal de autobús de Limerick-Tralee que para en Athea todos los miércoles.
Hay muchos servicios locales de Hackney disponibles especialmente los fines de semana.
Hay 2 aeropuertos a 2 horas de Athea: el Aeropuerto de Kerry y el Aeropuerto Internacional de Shannon para destinos internacionales.
Las estaciones de tren más cercanas a Athea son la Estación de Colbert en la Ciudad de Limerick y Charleville en el Condado de Cork.
- Datos: Q2672375